# Filmografia de Patrick Wilson

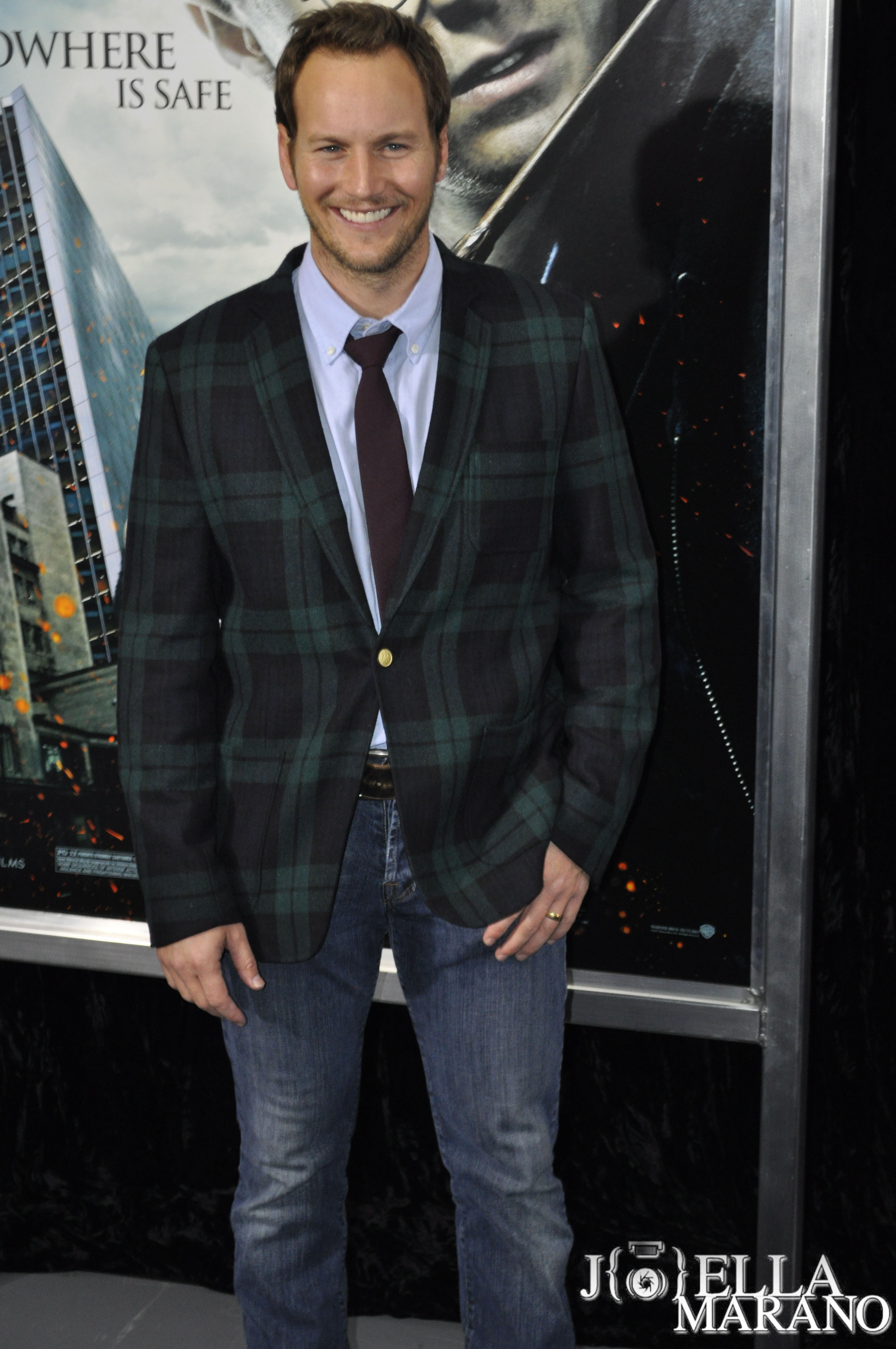
Patrick Wilson em 2011.

Esta é uma lista com a filmografia do ator Patrick Wilson.

## Cinema
| Ano  | Título                                 | Papel                            | Notas               |
| ---- | -------------------------------------- | -------------------------------- | ------------------- |
| 2001 | My Sister's Wedding                    | Quinn                            | Não lançado         |
| 2004 | The Alamo                              | William B. Travis                |                     |
| 2004 | The Phantom of the Opera               | Viscount Raoul de Chagny         |                     |
| 2005 | Hard Candy                             | Jeff Kohlver                     |                     |
| 2006 | Little Children                        | Brad Adamson                     |                     |
| 2006 | Running with Scissors                  | Michael Shephard                 |                     |
| 2007 | Purple Violets                         | Brian Callahan                   |                     |
| 2007 | Evening                                | Harris Arden                     |                     |
| 2007 | Brothers Three: An American Gothic     | Peter                            |                     |
| 2008 | Life in Flight                         | Sargento Will                    |                     |
| 2008 | Lakeview Terrace                       | Chris Mattson                    |                     |
| 2008 | Passengers                             | Eric Clark                       |                     |
| 2009 | Watchmen                               | Dan Dreiberg / Nite Owl II       |                     |
| 2010 | Barry Munday                           | Barry Munday                     |                     |
| 2010 | The A-Team                             | Agent Vance Buress / Agent Lynch |                     |
| 2010 | The Switch                             | Roland                           |                     |
| 2010 | Insidious                              | Josh Lambert                     |                     |
| 2010 | Morning Glory                          | Adam Bennett                     |                     |
| 2011 | The Ledge                              | Joe Harris                       |                     |
| 2011 | Young Adult                            | Buddy Slade                      |                     |
| 2012 | Prometheus                             | Pai de Shaw                      |                     |
| 2013 | The Conjuring                          | Ed Warren                        |                     |
| 2013 | Insidious: Chapter 2                   | Josh Lambert / Parker Crane      |                     |
| 2014 | Jack Strong                            | David Forden                     |                     |
| 2014 | Space Station 76                       | Capitão Glenn Terry              |                     |
| 2014 | Stretch                                | Stretch                          |                     |
| 2014 | Let's Kill Ward's Wife                 | David                            | Também produtor     |
| 2014 | Big Stone Gap                          | Jack MacChesney                  |                     |
| 2015 | Home Sweet Hell                        | Don Champagne                    |                     |
| 2015 | Zipper                                 | Sam Ellis                        |                     |
| 2015 | Bone Tomahawk                          | Arthur O'Dwyer                   |                     |
| 2015 | A Kind of Murder                       | Walter Stackhouse                |                     |
| 2016 | Matters of the Heart                   | Will                             |                     |
| 2016 | The Conjuring 2                        | Ed Warren                        |                     |
| 2016 | The Founder                            | Rollie Smith                     |                     |
| 2016 | The Hollow Point                       | Wallace                          |                     |
| 2018 | Aquaman                                | Orm Marius / Mestre dos Oceanos  |                     |
| 2018 | The Commuter                           | Det. Alex Murphy                 |                     |
| 2018 | Nightmare Cinema                       | Eric Sr.                         |                     |
| 2019 | Annabelle Comes Home                   | Ed Warren                        |                     |
| 2019 | In the Tall Grass                      | Ross Humboldt                    |                     |
| 2019 | Midway                                 | Edwin Layton                     |                     |
| 2019 | The Assistant                          | Ator famoso                      | Ponta não creditada |
| 2021 | The Conjuring: The Devil Made Me Do It | Ed Warren                        |                     |
| 2022 | Moonfall                               | Brian Harper                     |                     |
| 2023 | Aquaman and the Lost Kingdom           | Orm Marius / Mestre dos Ocenos   |                     |
| 2023 | Insidious: The Red Door                | Josh Lambert                     | Também diretor      |
| 2023 | The Nun 2                              | Ed Warren                        |                     |

## Televisão
| Ano       | Título                   | Papel            | Notas                           |
| --------- | ------------------------ | ---------------- | ------------------------------- |
| 2003      | Angels in America        | Joe Pitt         | 6 episódios                     |
| 2006      | Tampa Bay: Living Legacy | Narrator         | Documentário                    |
| 2009      | American Dad!            | Jim              | Voz; episódio: "Wife Insurance" |
| 2011-2012 | A Gifted Man             | Dr. Michael Holt | 16 episódios                    |
| 2013      | Girls                    | Joshua           | Episódio: "One Man's Trash"     |
| 2015      | Fargo                    | Lou Solverson    | 10 episódios                    |